# Jarabá
Jarabá (ungarisch Jarabó – bis 1888 Jaraba) ist eine kleine Gemeinde in der Mitte der Slowakei mit 36 Einwohnern (Stand 31. Dezember 2024), die zum Okres Brezno, einem Kreis des Banskobystrický kraj, gehört und zur traditionellen Landschaft Horehronie gezählt wird.

## Geographie
Die Gemeinde befindet sich am Südhang der Niederen Tatra nahe dem Hauptkamm, im oberen Tal des Baches Štiavnička auf dem Weg zum Sattel Čertovica. Deswegen ist das Gemeindegebiet recht gebirgig und fast vollständig bewaldet (überwiegend von Fichten). Der höchste Punkt ist der Berg Beňuška (1542 m n.m.). Im Ort sowie in der Nähe kann man drei Mineralquellen finden. Das Ortszentrum liegt auf einer Höhe von 823 m n.m. und ist 15 Kilometer von Brezno entfernt.
Nachbargemeinden sind Vyšná Boca im Norden und Nordosten, Bacúch im Osten, Beňuš im Südosten und Brezno im Süden und Westen.

## Geschichte
Jarabá ist ein alter Bergbauort, dessen Geschichte zumindest bis in das 14. Jahrhundert zurückgeht, nach Dokumenten der römisch-katholischen Pfarrei von Brezno gab es eine Siedlung bereits im 12. Jahrhundert. Zum ersten Mal wurde er jedoch erst 1540 als Jaraba schriftlich erwähnt. Schon im 15. Jahrhundert standen im Ort drei Hütten, bis zum 17. Jahrhundert förderte man hauptsächlich Gold und Silber, danach waren zumeist Eisenerzbergwerke aktiv. Bis 1546 gehörten die Bergwerke den Kaufleuten von Neusohl, danach kamen sie in den ärarischen Besitz. Wegen Entwicklung der Industrie (Hochöfen) rund um Hronec sowie relativer Abgelegenheit von bedeutsamen Verkehrswegen kam es im 19. Jahrhundert zum Untergang des Bergbaus; 1828 zählte man 16 Häuser und 136 Einwohner, die zuerst in den örtlichen Bergwerken, nach deren stufenweiser Stilllegung als Förster und Arbeiter in umliegenden Industriewerken arbeiteten.
Bis 1918 gehörte der im Komitat Sohl liegende Ort zum Königreich Ungarn und kam danach zur Tschechoslowakei beziehungsweise heute Slowakei. Im Sommer 1942 wurden ungefähr 100 Zwangsarbeiter aus der slowakischen Romabevölkerung beim Bau der Passstraße über den Čertovica beschäftigt. Das Projekt wurde bei Wintereinbruch aufgegeben.
Heute hat die Gemeinde einen touristischen Charakter mit vielen Wochenendhäusern und versteht sich als Teil des touristischen Gebiets Chopok-juh.

## Bevölkerung
| Jahr                | 1994 | 2004     | 2014    | 2024     |
| ------------------- | ---- | -------- | ------- | -------- |
| Anzahl der Personen | 36   | 48       | 42      | 36       |
| Unterschied         |      | +33,33 % | −12,5 % | −14,28 % |

| Jahr                | 2023 | 2024    |
| ------------------- | ---- | ------- |
| Anzahl der Personen | 35   | 36      |
| Unterschied         |      | +2,85 % |

Gemäß der Volkszählung 2011 wohnten in Jarabá 47 Einwohner, davon 36 Slowaken und drei Magyaren. Acht Einwohner machten diesbezüglich keine Angabe. 25 Einwohner bekannten sich zur römisch-katholischen Kirche und fünf Einwohner zur evangelischen Kirche A. B. Acht Einwohner waren konfessionslos und bei neun Einwohnern wurde die Konfession nicht ermittelt.